# Joe Dube
Joe Dube (* 15. Februar 1944 in Altha, Florida) ist ein ehemaliger US-amerikanischer Gewichtheber.

## Werdegang
Joe Dube war als Junge begeistert von den bekannten amerikanischen Gewichthebern Paul Anderson, Charles Vinci und Isaac Berger sowie von den Bodybuildern Reg Park und Bill Pearl und beschloss mit seinen drei Brüdern diesen erfolgreichen Sportlern nachzueifern. 1958 begann er deshalb mit Bodybuilding und Gewichtheben. Sein erster Lehrmeister war sein älterer Bruder Virgil. Nach Beendigung seiner Schulzeit wurde er Mitglied des York Barbell Clubs. Dort kümmerten sich die Trainer Dick Smith und Walter Imahara um ihn. Joe machte vor allem im Gewichtheben große Fortschritte und überbot 1966 erstmals die 500 kg-Grenze im olympischen Dreikampf. Im Laufe seiner Karriere wurde er zwar Weltmeister und errang eine olympische Medaille, aber es gelang ihm nie, US-amerikanischer Meister zu werden. Selbst in den Tagen seiner höchsten Leistungsfähigkeit wurde er von Bob Bednarski und Ken Patera geschlagen. Doch der WM-Sieg 1969 überstrahlte alles. 1972 trat Joe vom Gewichtheben zurück, startete jedoch von 1979 bis 1982 ein Comeback, konnte aber nicht mehr an seine Glanzzeiten anknüpfen.
Joe Dube arbeitete von 1962 bis 1996 bei einer großen Versicherungsagentur in Jacksonville/Florida. Inzwischen im Ruhestand, genießt er nunmehr sein Leben und frönt seinen Hobbys Malen, Reiten und Motorradfahren und nimmt jedes Jahr an dem großen Biker-Treffen in Daytona Beach/Florida teil.

### Internationale Erfolge
(OS = Olympische Spiele, WM = Weltmeisterschaft, S = Schwergewicht, Wettbewerbe bis 1972 im Dreikampf, bestehend aus Drücken, Reißen und Stoßen, ab 1973 im Zweikampf, bestehend aus Reißen und Stoßen)
- 1968, 2. Platz, Vorolymp. Spiele in Mexiko-Stadt, S, mit 550 kg, hinter Stanislav Batischew, UdSSR, 550 kg und vor Ernest Pickett, USA, 520 kg;
- 1968, Bronzemedaille, OS in Mexiko-Stadt, S, mit 555 kg, hinter Leonid Schabotinski, UdSSR und Serge Reding, Belgien, 555 kg;
- 1969, 1. Platz, WM in Warschau, S, mit 577,5 kg, vor Reding, 570 kg und Batischew, UdSSR, 570 kg (Schabotinski hatte 3 Fehlversuche im Reißen);
- 1970, 4. Platz, WM in Columbus/USA, S, mit 577,5 kg, hinter Wassili Alexejew, UdSSR, 612,5 kg, Reding, 590 kg und Kalevi Lahdenranta, Finnland, 577,5 kg

### Medaillen Einzeldisziplinen
(werden seit 1969 vergeben)
- WM-Silbermedaillen: 1969, Drücken, 202,5 kg - 1969, Reißen, 162,5 kg
- WM-Bronzemedaille: 1969, Stoßen, 212,5 kg

### USA-Meisterschaften
- 1963, 5. Platz, S, mit 155 kg (Drücken), nach 3 Fehlversuchen im Reißen;
- 1967, 2. Platz, S, mit 512,5 kg, hinter Bob Bednarski, 532,5 kg;
- 1968, 2. Platz, S, mit 532,5 kg, hinter Bednarski, 580 kg;
- 1969, 2. Platz, S, mit 542,5 kg, hinter Ken Patera, 542,5 kg;
- 1970, 2. Platz, S, mit 547,5 kg, hinter Patera, 585 kg;
- 1971, 2. Platz, S, mit 590 kg, hinter Patera, 592,5 kg;
- 1980, 3. Platz, S, mit 352,5 kg, hinter Tom Stock, 392,5 kg und Jerry Hannan, 385 kg;
- 1981, 2. Platz, S, mit 347,5 kg, hinter Hannan, 392,5 kg

US-Olympiaausscheidung: 
- 1968, 1. Platz, S, mit 575 kg, vor Ernest Pickett, 572,5 kg und Bob Bednarski, 560 kg

### Weltrekorde
- 203,5 kg, 1968 in York, S,
- 209,5 kg, 1968 in York, S